# Благой Максев
Благой Иванов Максев (Максимов) е български учител и революционер, деец на Вътрешната македоно-одринска революционна организация.

## Биография
Максев е роден в 1881 година в Мехомия, в Османската империя, днес България. Завършва българското училище в Сяр. Баща му е член на основания от Васил Левски революционен комитет в Разлога. Благой Максев работи като учител в родния си град в периода 1906 – 1910 година и като такъв е и член на околийския комитет на ВМОРО. Арестуван е за революционна дейност и е изтезаван от турците. Става банков чиновник след Балканската война, а после се занимава с търговия.
След войните участва в дейността на ВМРО. Къщата му в Мехомия е превърната в щаб на михайловисткото крило на организацията след убийството на Александър Протогеров в 1928 година.
През септември 1944 година е арестуван и на 6 октомври е убит с още 12 души свои съграждани в местността Лушин, край Добринища.